# Mijat Šuković
Mijat Šuković (Kolašin, 1930. – Podgorica, 2011.), crnogorski znanstvenik, bivši političar, napisao zapažene knjige iz crnogorske povijesti, član Crnogorske akademije znanosti i umjetnosti.

## Životopis
Obnašao je visoke dužnost i SR Crnoj Gori i SFRJ.
Kao predsjednik Republičkog savjeta za koordinaciju naučnih djelatnosti (1968. – 1974.) organizirao izradu projekata osnivanja Društva za nauku i umjetnost Crne Gore, koje je 1976. preustrojeno u CANU. Jedan od utemeljitelja Pravnog fakulteta i Univerziteta Crne Gore.
Član brojnih međunarodnih znanstvenih udruga.

## Važnija djela
- Podgorička skupština 1918, (1999.);
- Crnogorsko tužilaštvo (koautorstvo) (2000.);
- Crna Gora od federacije ka nezavisnosti (2001.);
- Parlamentarizam u Crnoj Gori (koautorstvo) (2002.);
- Studije i eseji iz istorije države Crne Gore (2003.);
- Država Crna Gora u istorijskom procesu razgradnje i građenja 1997 – 2002. (2004.);
- Ustav za Knjaževinu Crnu Goru od 1905. (2005.);
- Istorija zakonodavstva Crne Gore 1796 – 1916. (2006.);
- Novovjekovna država Crna Gora 1796 -2002. (2006.).

## Vanjske poveznice
- Vijest o smrti akademika Šukovića  Arhivirana inačica izvorne stranice od 19. siječnja 2012. (Wayback Machine)